# Xavier Gabaix
Xavier Gabaix (agosto de 1971) es un economista francés. Actualmente es profesor de finanzas en la Stern School of Business de la Universidad de Nueva York. Previamente fue profesor asociado de economía en el Instituto Tecnológico de Massachusetts. Fue incluido entre los ocho jóvenes economistas más brillantes por The Economist en 2008. Gabaix ha centrado su investigación en las evaluaciones, la economía de la conducta y la macroeconomía. Su formación comprende un máster en matemáticas de la École Normale Supérieure de París y un doctorado en economía en la Universidad de Harvard. En 2010 fue galardonado con el Premio Germán Bernácer que otorga el observatorio del Banco Central Europeo.